# En dormir sin Madrid
En dormir sin Madrid (estilizado como en dormir sin Madrid) es un extended play (EP) colaborativo entre el cantante argentino Milo J y el productor Bizarrap, lanzado el 4 de octubre de 2023 bajo el sello discográfico Dale Play Records. El proyecto musical está compuesto por seis canciones que abarcan los géneros del trap latino, el hip hop y la música urbana. Para la composición de las canciones, ambos artistas colaboraron con Santiago Alvarado. Este EP marcó el primer trabajo de larga duración para el productor y el segundo para Milo J.

## Antecedentes
El 28 de septiembre de 2023, Bizarrap subió un video a su canal de YouTube, titulado "BIZAPOP", en el cual se anunciaba la fecha de la siguiente session, la cual sería lanzada el 4 de octubre. Más tarde, el 2 de octubre de 2023, Bizarrap confirmó que la colaboración de la BZRP Music Sessions #57 sería con Milo J. Dos días después, el 4 de octubre de 2023 se lanzó a través del canal de YouTube de Bizarrap la «Milo J: BZRP Music Sessions, Vol. 57» y 4 canciones inesperadas en un mismo video que conforman el EP, «Toy en el Mic», «No soy Eterno», «Fruto» y «Penas de Antaño». La frase "En dormir sin Madrid" está mal estructurada adrede. Milo J y Bizarrap muestran las consecuencias que tiene el cerebro tras estar muchas horas sin dormir en Madrid, ciudad donde grabaron y compusieron parte del EP.

## Recepción

### Comentarios de la crítica
Juan Facundo Díaz, de la revista Rolling Stone en Español, destacó la exploración de nuevos horizontes musicales y la narrativa de las canciones en el EP. También elogió la voz y el crecimiento artístico de Milo J, así como la producción de Bizarrap. Según Díaz, ambos artistas representan «pasado, presente y futuro». Además, señaló la presencia de múltiples referencias y samples hacia Luis Alberto Spinetta en el proyecto. Carlos Marcos, del periódico español El País, incluyó al EP en su lista de trabajos recomendados publicados en octubre. En su reseña, destacó que Milo J muestra «una mezcla de pena, ingenuidad y descaro en su interpretación, lo que lo convierte en una promesa destacada en la escena urbana»; mientras que sobre Bizarrap, señaló que su trabajo está «repletos de sonidos y jueguecitos que, lo más importante, van construyendo melodías brillantes». Andrea Puerto, de Buenos Aires Times, afirmó que «la magia de 'En dormir sin Madrid' reside en su capacidad para darte todo lo que nunca supiste que necesitabas». También elogió la efectiva colaboración entre los artistas en este proyecto, resaltando la versatilidad y el aprovechamiento de oportunidades.
Entre las críticas menos favorables, Francisco Gámiz de Jenesaispop elogió la decisión de alejarse de la música comercial en el proyecto, aunque señaló que esto no implica necesariamente una mejora en la calidad musical y consideró que el intento no fue exitoso.

## Lista de canciones
Todas las canciones están compuestas por Milo J, Santiago Alvarado y Bizarrap, y producida por este último, excepto donde se indica.
| En dormir sin Madrid — Edición estándar |                                        | |          |  |
| N.º                                     | Título                                 | Escritor(es)                                                                                                  | Duración |  |
| 1.                                      | «Milo J: BZRP Music Sessions, Vol. 57» | | 3:09     |  |
| 2.                                      | «Toy en el Mic»                        | | 2:17     |  |
| 3.                                      | «No soy eterno»                        | | 2:31     |  |
| 4.                                      | «Fruto»                                | Gonzalo Julian Conde Santiago Alvarado Luis Alberto Spinetta Héctor Juan Pérez Martínez William Anthony Colón | 2:12     |  |
| 5.                                      | «Penas de Antaño»                      | | 3:21     |  |
| 13:31                                   |                                        | |          |  |

| En dormir sin Madrid — Edición Deluxe |                                                    |          |  |
| N.º                                   | Título                                             | Duración |  |
| 6.                                    | «Hoy me voy al Sol (Live)» (con Agarrate Catalina) | 3:53     |  |
| 17:25                                 |                                                    |          |  |

Notas
- «Fruto» contiene un sample de «El día de mi suerte» de Willie Colón y Héctor Lavoe;[10] y de «A estos hombres tristes» (1969) de Almendra.[11]

## Premios y nominaciones
| Año  | Premiación     | Categoría                    | Edición          | Resultado | Ref.   |
| ---- | -------------- | ---------------------------- | ---------------- | --------- | ------ |
| 2024 | Premios Gardel | Mejor videoclip largo        | Versión original | Nominado  | [ 12 ] |
| 2024 | Premios Gardel | Mejor álbum de música urbano | Versión original | Nominado  | [ 12 ] |
| 2025 | Premios Gardel | Mejor álbum de música urbano | Versión deluxe   | Nominado  | [ 13 ] |

## Posicionamiento en listas
| Lista                             | Mejor posición |
| --------------------------------- | -------------- |
| España (PROMUSICAE)               | 3              |
| Estados Unidos (Top Latin Albums) | 46             |

| Lista (2023)        | Mejor posición |
| ------------------- | -------------- |
| España (PROMUSICAE) | 84             |
| Lista (2024)        | Mejor posición |
| España (PROMUSICAE) | 77             |

## Certificaciones
| País   | Organismo certificador | Certificación | Ventas certificadas | Ref.   |
| ------ | ---------------------- | ------------- | ------------------- | ------ |
| España | PROMUSICAE             | Oro           | 20 000              | [ 18 ] |